# Marcelo Cezar
Marcelo Cezar (São Paulo, 1967) é um escritor espírita.

## Vida
Nascido na cidade de São Paulo, Marcelo Cezar teve o seu primeiro romance publicado no final da década de 1990. Anos depois, relançou A vida sempre vence em uma versão revista e ampliada.
Em entrevista ao jornal Folha de S.Paulo, o autor afirma: ...” Não é assim, de um dia para o outro, que você começa a lançar livros e entra na lista de mais vendidos. O processo começou lá atrás, na década de 1980. Então, ao longo de vinte anos, saiu o primeiro livro. Para ver como o treino foi e continua a ser árduo. Não basta apenas amor, é preciso ter disciplina para escrever".
Seu romance Treze almas, que se relaciona com o incêndio no Edifício Joelma, ocorrido em 1974, tornou-se best-seller e ultrapassou a marca de cem mil cópias vendidas. O livro foi relançado pelo selo Lúmen, da Editora Boa Nova, em janeiro de 2020.
Por meio de seu trabalho, Marcelo Cezar dissemina as ideias de Allan Kardec e Louise L. Hay, uma de suas principais mentoras. Foi com ela que Marcelo Cezar aprendeu as bases da espiritualidade, dentre elas, o amor e o respeito por si próprio e, consequentemente, pelas pessoas ao seu redor. Seus romances procuram justamente retratar isso: "quando aprendemos a nos amar e nos aceitar, temos condições de entender e aceitar o próximo. É assim que nasce o respeito às diferenças".
Em janeiro de 2014, o livro O amor é para os fortes, um dos sucessos da carreira do escritor, com mais de 350 mil exemplares vendidos e 20 semanas nas listas dos mais vendidos, foi citado na novela Amor à Vida, da TV Globo. Em entrevista ao site Publishnews, o autor da novela, Walcyr Carrasco, diz que escolhe pessoalmente livros que se adequem ao contexto da trama.
Em 2018, depois de dezoito anos na Editora Vida & Consciência, Marcelo Cezar publicou o romance Acerto de contas, pelo selo Academia, da Editora Planeta. Em 2020, o autor firmou parceria com a Editora Boa Nova para lançar seus romances e relançar obras fora de catálogo.
Participa de vários eventos pelo país, a divulgar suas obras em feiras de livros, programas de entrevistas entre outros.  Em 2007, foi convidado pela Livraria Siciliano para ser patrono de sua loja no Shopping Metrópole, localizada na cidade de São Bernardo do Campo. Com a atual marca de dois milhões e duzentos mil exemplares vendidos, Marcelo Cezar é autor de mais de 20 livros e admite que tem muito para estudar e escrever sobre esses temas.[carece de fontes?]
Os livros, supostamente, são inspirados pelo espírito Marco Aurélio.

## Obras publicadas
- 2000 - A vida sempre vence
- 2001 - Só Deus sabe
- 2000 - Nada é como parece
- 2003 - Nunca estamos sós
- 2004 - Medo de amar
- 2005 - Você faz o amanhã
- 2006 - O preço da paz
- 2007 - Para sempre comigo
- 2008 - A última chance
- 2009 - Um sopro de ternura
- 2010 - O amor é para os fortes
- 2011 - A vida sempre vence - Edição Revista e Ampliada[10]
- 2011 - O próximo passo
- 2012 - Um sopro de ternura - Nova Edição
- 2012 - Ela só queria casar
- 2012 - Medo de amar - Nova Edição
- 2013 - O que importa é o amor
- 2014 - Treze almas
- 2014 - Momentos de inspiração
- 2015 - Coragem para viver
- 2016 - Tudo tem um porquê
- 2017 - Acorde pra vida!
- 2018 - Acerto de contas
- 2019 - Treze almas - Nova Edição
- 2020 - O passado não tem força - Inédito
- 2020 - O próximo passo - Nova Edição
- 2021 - O amor é para os fortes - Nova Edição
- 2021 - Um sopro de ternura - Nova Edição
- 2021 - Para sempre comigo - Nova Edição
- 2021 - Tudo tem um porquê - Nova Edição
- 2022 - Nunca estamos sós - Nova Edição
- 2022 - A última chance - Nova Edição
- 2022 - O tempo cuida de tudo - Trilogia "O poder do tempo" Volume 1
- 2023 - O tempo nunca esquece - Trilogia "O poder do tempo" Volume 2
- 2024 - O tempo de cada um - Trilogia "O poder do tempo" Volume 3
- 2025 - Um brinde ao destino - Inédito